# Prescott, Iowa
Prescott är en ort i Adams County i delstaten Iowa, USA.